# 任敖
任敖（？—前179年），沛郡（治今安徽省淮北市相山区）人，西汉大臣。

## 生平
少年时为狱吏，和刘邦关系很好，曾经击伤捕拿吕后的县吏。後从刘邦起义，为御史。刘邦建立汉朝後，以他为上党郡太守。陈豨叛乱时，他坚守上党被封广阿侯，吕后时期为御史大夫。
唐代《元和郡县图志》所记，任敖墓在赵州昭庆县西四里（今河北省邢台市境）。

## 亲属
- 父亲：任□
- 母亲：□氏
- 妻子：□氏
- 长子：任敬，儿媳：□氏

## 延伸阅读
[在维基数据编辑]
 《史記/卷096》，出自司馬遷《史記》
 《漢書/卷042》，出自班固《漢書》

| 漢                      |                                    |             |
| 漢帝國官銜              |                                    |             |
| 前任： 趙堯             | 西汉御史大夫 前187年—前184年       | 繼任： 曹窋 |
| 漢帝國封爵              |                                    |             |
| 无 原因：汉高祖新封爵位 | 西汉广阿侯 第一任 前196年－前179年 | 任敬        |